# Kinh tế chiến tranh

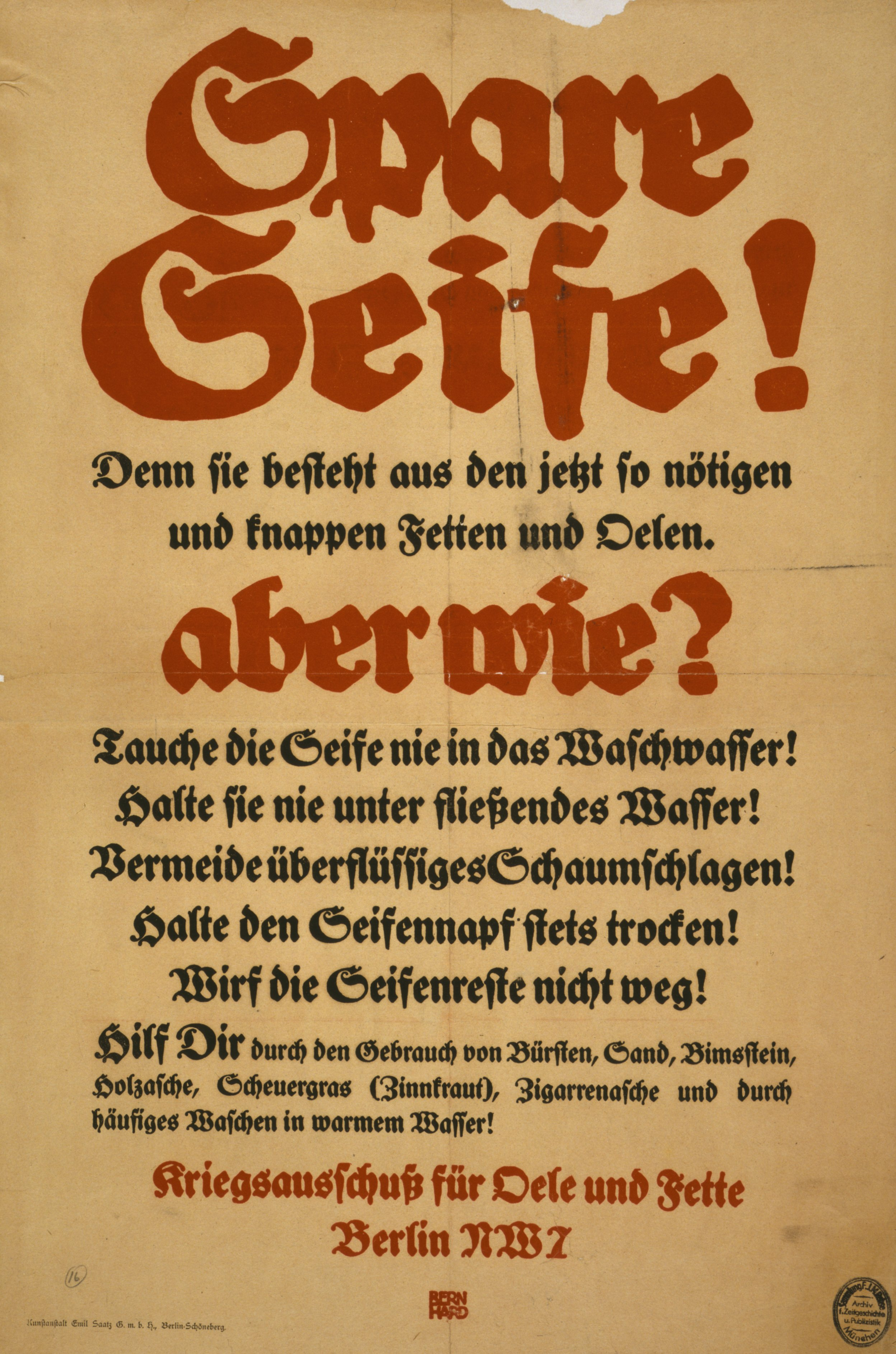
Một áp phích của Đức nói với công chúng cách tiết kiệm xà phòng và dầu trong thời chiến

Kinh tế chiến tranh hay kinh tế thời chiến là tập hợp các tình huống được một nhà nước hiện đại thực hiện để huy động nền kinh tế của nó cho sản xuất chiến tranh. Philippe Le Billon mô tả một nền kinh tế chiến tranh là một "hệ thống sản xuất, huy động và phân bổ các nguồn lực để duy trì bạo lực". Một số biện pháp được thực hiện bao gồm việc tăng tỷ lệ Taylor cũng như giới thiệu các chương trình phân bổ nguồn lực. Không cần phải nói, mỗi quốc gia tiếp cận việc cấu hình lại nền kinh tế của mình theo một cách khác nhau.
Nhiều tiểu bang tăng mức độ lập kế hoạch trong nền kinh tế của họ trong các cuộc chiến tranh; trong nhiều trường hợp, điều này mở rộng đến khẩu phần, và trong một số trường hợp áp dụng quân dịch bắt buộc để bảo vệ dân sự, chẳng hạn như Quân đội Đất đai của Phụ nữ và Bevin Boys ở Vương quốc Anh trong Thế chiến II.
Tổng thống Franklin D. Roosevelt tuyên bố nếu các cường quốc của phe Trục chiến thắng, thì "chúng ta sẽ phải tự chuyển đổi vĩnh viễn thành một cường quốc quân sự trên cơ sở kinh tế chiến tranh".
Trong các tình huống chiến tranh tổng lực, các tòa nhà và vị trí nhất định thường được xem là mục tiêu quan trọng của các chiến binh. Các lần phong tỏa Liên minh, Liên minh chung William Tecumseh Sherman của Cuộc tiến công ra biển trong Nội chiến Hoa Kỳ, và ném bom chiến lược vào thành phố và nhà máy đối phương trong Thế chiến II là tất cả những ví dụ về chiến tranh tổng lực.
Liên quan đến khía cạnh của tổng cầu, khái niệm này đã được liên kết với khái niệm " Chủ nghĩa quân sự ", trong đó ngân sách quân sự của chính phủ ổn định chu kỳ và biến động kinh doanh và/hoặc được sử dụng để chống suy thoái.
Về phía cung, người ta đã nhận thấy rằng các cuộc chiến đôi khi có tác dụng thúc đẩy tiến bộ công nghệ đến mức nền kinh tế được củng cố mạnh mẽ sau chiến tranh, đặc biệt là nếu nó tránh được sự hủy diệt liên quan đến chiến tranh. Đây là trường hợp, ví dụ, với Hoa Kỳ trong Thế chiến I và Thế chiến II. Tuy nhiên, một số nhà kinh tế (như Seymour Melman) lập luận rằng bản chất lãng phí của phần lớn chi tiêu quân sự cuối cùng có thể làm tổn hại tiến bộ công nghệ.
Chiến tranh thường được sử dụng như một nỗ lực cuối cùng để ngăn chặn tình trạng kinh tế hoặc khủng hoảng tiền tệ xấu đi, đặc biệt là bằng cách mở rộng các dịch vụ và việc làm trong quân đội, đồng thời làm suy yếu các bộ phận dân cư để giải phóng tài nguyên và khôi phục trật tự kinh tế và xã hội.